# Keithgetal
Een geheel getal {\displaystyle N}, groter dan 9, met {\displaystyle d} cijfers, heet een keithgetal als het getal zelf voorkomt in een Fibonacci-achtige rij die begint met de cijfers van {\displaystyle N}, en waarvan elke volgende term de som is van de {\displaystyle d} vorige termen.

## Definitie
Als het getal {\displaystyle N} voor {\displaystyle d\geq 2} de decimale voorstelling {\displaystyle a_{1}a_{2}\ldots a_{d}} heeft, heet {\displaystyle N} een keithgetal als het voorkomt in de rij {\displaystyle K_{1},K_{2},\ldots } waarin
{\displaystyle K_{1}=a_{1},K_{2}=a_{2},\ldots ,K_{d}=a_{d}}
en voor {\displaystyle m>d}
{\displaystyle K_{m}=K_{m-1}+K_{m-2}+\ldots +K_{m-d}}

Keithgetallen zijn genoemd naar de Amerikaanse wiskundige Mike Keith, die er in 1987 een artikel over publiceerde in het Journal of Recreational Mathematics. Hij noemde ze "repfigit numbers", waarin repfigit staat voor "repetitive Fibonacci-like digit".
Voorbeelden:
- met het getal 34 verkrijgt men de rij 3, 4, 7 (=3+4), 11, 18, 29, 47, ... Aangezien 34 niet in deze rij voorkomt, is 34 géén keithgetal.
- met het getal 197, met drie cijfers, verkrijgt men de rij 1, 9, 7, 17 (=1+9+7), 33, 57, 107, 197, ... en bijgevolg is 197 wel een keithgetal.
- met het getal 11 verkrijgt men de rij van Fibonacci: 1, 1, 2, 3, 5, 8, 13, ..., dus 11 is geen keithgetal.

De eerste keithgetallen zijn:
14, 19, 28, 47, 61, 75, 197, 742, 1104, 1537, 2208, 2580, ... (rij A007629 in OEIS).
Keithgetallen zijn zeldzaam; er zijn er slechts 71 kleiner dan 1019 en 94 kleiner dan 1029. Ze zijn dus veel zeldzamer dan priemgetallen. Er bestaat zelfs geen enkel keithgetal van tien cijfers. Keith zelf vermoedt dat er oneindig veel zijn, maar dit is nog niet bewezen. Er is wel bewezen dat er eindig veel keithgetallen zijn waarvan alle cijfers gelijk zijn - overigens is er nog geen dergelijk Keithgetal gevonden.
Men kan keithgetallen in elk positiestelsel bepalen. In het tweetallig of binair stelsel zijn er oneindig veel keithgetallen; immers elke macht van twee is in dat talstelsel een keithgetal.